# Лычаков (Львов)
Лыча́ков (укр. Личаків, пол. Łyczaków) — историческая местность во Львове (Украина). По имени местности назван административный Лычаковский район , Лычаковское кладбище, Лычаковский парк, улицы Лычаковская и Станция Лычаков.
Лычаков с запада ограничен районом Винниковского рынка, с севера бывшими пригородными сёлами Знесенье и Кривчицы, а также районом Профессорская колония, с юга районами Погулянки и улицы Левицкого, перекрёстком с улицей Пасечной (Лычаковской рогаткой) с востока.
Район получил название от имени немецкого мещанина Лутца, основавшего здесь своё подворье (Lutzenhof), по другой версии — от слова «лычаки» (лапти). Со временем название распространилось на местность вокруг Глинянской дороги (Лычаковской дороги, ныне улица Лычаковская). На Лычакове сохранились такие памятники архитектуры как костёлы Святого Лаврентия, Святого Антония, Святых Петра и Павла, Матери Божией Остробрамской. До конца 1940-х годов, когда Львов покинуло большинство поляков, Лычаков был предместьем с наибольшей долей польского населения. Кроме того, Лычаков считался одним из основных центров специфической львовской субкультуры — батярства .
В районе сохранилась железнодорожная станция Лычаков и бывшее здание Лычаковского вокзала, в котором размещено жильё. В 1914 году к станции была пущена трамвайная линия. В 1930-х годах планировалось расширение станции и строительство второго львовского железнодорожного вокзала для обслуживания поездов тернопольского направления. Однако в 1944 году железнодорожная линия в направлении Тернополя была уничтожена отступающими немецкими властями. До 1970-х годов станция Лычаков обслуживала дизельпоезда, направлявшиеся к рекреационной зоне — Комсомольскому озеру. С 1990-х станция Лычаков обслуживает в основном львовский дрожжевой завод.